# أولافور داري أولافسون
أولافور داري أولافسون هو ممثل،منتج،كاتب أفلام أمريكي-آيسلندي ولد في 13 مارس 1973.